# Remetschwil
Remetschwil är en ort och kommun i distriktet Baden i kantonen Aargau, Schweiz. Kommunen har 2 113 invånare (2023).